# Sidney Fox
Sidney Fox, pseudonimo di Sidney Leiffer (New York, 10 dicembre 1907 – Hollywood, 15 novembre 1942), è stata un'attrice statunitense.

## Biografia
Sidney Fox nacque a New York nel 1907, con il nome di Sidney Leiffer, da una facoltosa famiglia di religione ebraica. I genitori subirono rovesci di fortuna durante la Grande depressione e la giovane Sidney lavorò come sarta, mentre nel tempo libero intraprese gli studi di legge. Dopo aver ottenuto un impiego come modella per un grande magazzino di abbigliamento della Fifth Avenue, iniziò a studiare recitazione con l'intento di trovare lavoro nel cinema. Nel frattempo si unì a compagnie di giro con le quali effettuò delle tournée, arrivando in meno di un anno a debuttare a Broadway, dove si assicurò il ruolo di protagonista femminile nella pièce Lost Ship, in scena dal maggio al luglio del 1930.
Nel 1931 fece il suo debutto cinematografico in The Bad Sister, un melodramma prodotto dagli Universal Studios in cui interpretò il ruolo della protagonista Marianne Madison, la viziata figlia di un ricco commerciante. Nel film ebbe come partner due giovani e promettenti attori, Humphrey Bogart, nel ruolo di un poco di buono che convince la Fox a fuggire con lui con l'intento di spillarle quattrini, e Bette Davis (anche lei al suo esordio sugli schermi) nella parte della dolce e remissiva sorella della protagonista.
Graziosa e con un fisico armonioso, pur essendo piccola di statura, la Fox si affermò in ruoli di attraente "ingenua". Sempre nel 1931 lavorò con un altro giovane attore in ascesa, Spencer Tracy, nella commedia Six Cylinder Love, mentre l'anno successivo si riconfermò promettente attrice di successo nell'horror Il dottor Miracolo (1932), tratto dal racconto I delitti della Rue Morgue di Edgar Allan Poe, in cui interpretò il ruolo di Mademoiselle Camille L'Espanaye, accanto a Bela Lugosi nella parte di un fanatico medico che nella Parigi di metà dell'Ottocento uccide giovani donne e tenta macabri esperimenti per incrociarne il sangue con quello di un gorilla.
La Fox raggiunse l'apice della sua breve carriera nel 1933 con la partecipazione alla versione inglese del Don Chisciotte di Georg Wilhelm Pabst, nel ruolo di Maria. Ma il suo percorso artistico era già entrato nella fase di declino. Nel 1934 tornò a recitare accanto a Humphrey Bogart in un altro melodramma, La sedia elettrica, in cui interpretò Stella Weldon, una giovane che uccide l'amante (Bogart), un gangster che l'ha tradita. Nello stesso anno fece la sua ultima apparizione sul grande schermo in Down to Their Last Yacht (1934), una commedia musicale con Mary Boland e Polly Moran.
Sposata dal 1932 con lo sceneggiatore Charles Beahan, Sidney Fox interruppe la propria carriera dopo appena 15 film, e dopo il 1934 non riapparve più sulle scene. Il 15 novembre 1942, all'età di soli 34 anni, venne ritrovata senza vita per un'overdose di sonniferi. La sua morte fu ufficialmente considerata accidentale.

## Filmografia

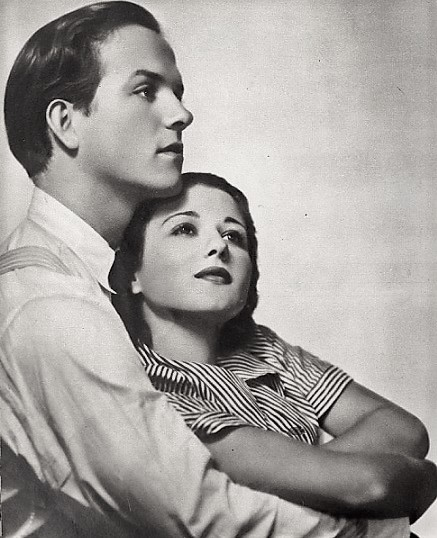
Con Eric Linden in Afraid to Talk

- The Bad Sister, regia di Hobart Henley (1931)
- Six Cylinder Love, regia di Thornton Freeland (1931)
- Nice Women, regia di Edwin H. Knopf (1931)
- Strictly Dishonorable, regia di John M. Stahl (1931)
- Il dottor Miracolo (Murders in the Rue Morgue), regia di Robert Florey (1932)
- The Cohens and Kellys in Hollywood, regia di John Francis Dillon (1932)
- The Mouthpiece, regia di James Flood ed Elliott Nugent (1932)
- Once in a Lifetime, regia di Russell Mack (1932)
- Afraid to Talk, regia di Edward L. Cahn (1932)
- Don Chisciotte (Don Quixote), regia di Georg Wilhelm Pabst (1933)
- The Merry Monarch, regia di Alexis Granowsky (1933)
- Die Abenteuer des Königs Pausole, regia di Alexis Granowsky (1933)
- La sedia elettrica (Midnight), regia di Chester Erskine (1934)
- School for Girls, regia di William Nigh (1934)
- Down to Their Last Yacht, regia di Paul Sloane (1934)